# 벨러 4세

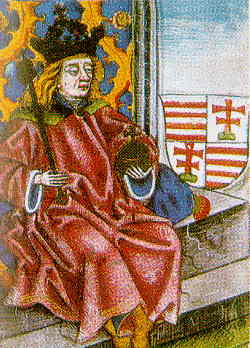
벨러 4세의 세밀화

벨러 4세(헝가리어: IV. Béla, 슬로바키아어: Belo IV. 벨로 4세, 크로아티아어: Bela IV. 벨라 4세, 1206년 ~ 1270년 5월 3일)는 헝가리와 크로아티아의 국왕(재위: 1235년 9월 21일 ~ 1270년 5월 3일)이다. 아르파드 왕조 출신이다.

## 생애
언드라시 2세와 그의 아내인 메라니아(Merania)의 게르트루데의 장남으로 태어났다. 교황 인노첸시오 3세의 요청에 따라 헝가리의 고위 성직자들은 그를 헝가리의 왕위 계승자로 선언했다.
1220년 비잔티움 제국의 테오도루스 1세 황제의 딸이었던 마리아 라스칼리나와 결혼했다. 1220년부터 1226년까지 슬라보니아 공작, 1226년부터 1235년까지 트란실바니아 공작을 역임했으며 1235년 9월 21일 언드라시 2세의 뒤를 이어 헝가리의 국왕으로 즉위했다.
1240년 12월 바투 칸이 이끄는 몽골 제국 군대가 헝가리, 폴란드 국경에 도달했다. 1241년 4월 11일에 일어난 모히 전투에서 헝가리는 몽골 제국의 거센 공격을 막지 못하고 패전하고 만다. 한편 벨러 4세는 자신의 가족, 환관(궁 안에 사는 남자), 궁녀들과 함께 아드리아해 연안에 위치한 트로기르로 피신했다.
1242년 3월 몽골군이 헝가리에서 철수하면서 헝가리로 귀환했다. 벨러 4세는 다시 일어날 수도 있는 몽골 제국의 헝가리 침공을 막기 위해 헝가리 왕국의 급진적인 개혁을 추진하는 한편 몽골 제국의 침공으로 인해 황폐화된 헝가리를 재건하는 데에 주력했다.
1246년 6월 15일에는 라이타강 유역에서 오스트리아의 공작이었던 프리드리히 2세를 상대로 전투를 벌였다. 이 전투는 헝가리의 패배로 끝났지만 오스트리아의 프리드리히 2세는 전투 도중에 사망하고 만다. 또한 오스트리아의 바벤베르크 가도 소멸되고 만다. 1250년에는 조욤(Zólyom, 현재의 슬로바키아 즈볼렌)에서 갈리치아-볼히니아 대공국의 대공인 다닐로 로마노비치와 평화 조약을 체결했다.
1252년 6월에는 다닐로 로마노비치와 연합 전선을 형성해서 오스트리아와 모라바를 침공했고 오스트리아, 슈타이어마르크를 점령하기에 이른다. 교황 인노첸시오 4세가 중재에 나섰으며 1254년 5월 1일에는 포조니(Pozsony, 현재의 슬로바키아 브라티슬라바)에서 모라바 후작이었던 오타카르 2세와 평화 조약을 체결했다. 그의 왕위는 이슈트반 5세가 승계받았다.